# Гатинара (Павија)
Гатинара (итал. Gattinara) је насеље у Италији у округу Павија, региону Ломбардија.
Према процени из 2011. у насељу је живело 74 становника. Насеље се налази на надморској висини од 83 м.